# Bernardo Tasso

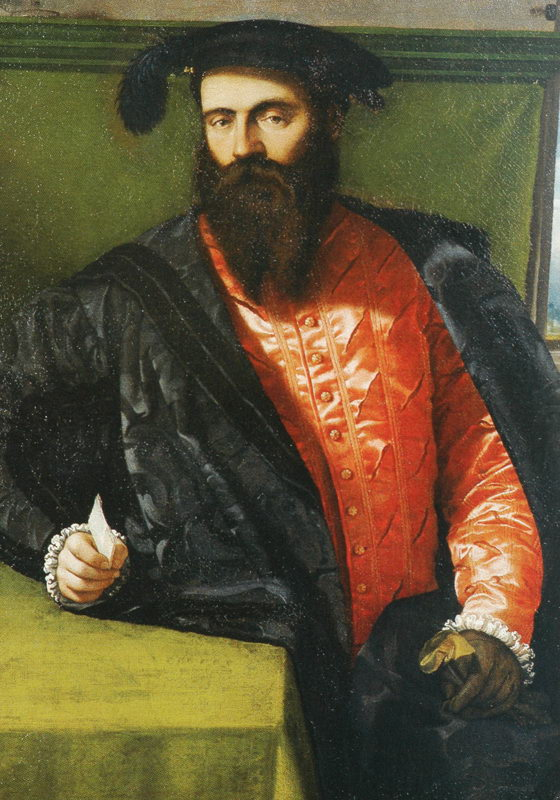
Bernardo Tasso

Bernardo Tasso (Venecia, 11 de noviembre de 1493 - Ostiglia, 5 de septiembre de 1569) fue un poeta italiano, padre de Torquato Tasso.

## Biografía
En el 1520, su tío Luigi, obispo de Macerata fue asesinado en su villa cerca de Bérgamo. Para aquella época, Bernardo era cortesano del conde Guido Rangone y, posteriormente, pasó al servicio de Renata d'Este, duquesa de Ferrara y desde el 1532, cortesano del príncipe de Salerno, Ferrante Sanseverino, frecuentando las más ilustres familias napolitanas. Desposó a Porzia de' Rossi en 1536, con quien tuvo dos hijos: Cornelia y, en 1544, el futuro gran poeta Torquato.
Fue a Francia y a Flandes, al servicio del príncipe Sanseverino, quien acompañó en Alemania a la corte de Carlos V (Carlos I de España) después de la disputa con el virrey don Pedro de Toledo, que había introducido la Inquisición en el Estado napolitano. Sanseverino fue declarado rebelde y exiliado, seguido de Bernardo, a quien confiscaron los bienes y se vio obligado a huir a Venecia, a Ferrara y luego a Roma, donde,  en 1554, se reunió con él su hijo Torquato.
En 1556, muere su mujer Porzia y Bernardo sospecha que fuese su hermano quien la envenenara para poseer sus bienes. En efecto, los bienes de Porzia no fueron heredados por Torquato Tasso  y Cornelia debió contentarse con un matrimonio de más bajo linaje.
Bernardo serviría a diversos nobles, entre ellos, el duque urbino Guidobaldo II, en cuya corte fue educado Torquato. Después, partió hacia Pésaro y, luego, a Venecia, donde en 1560 entregó a la imprenta sus Rimas y el poema Amadís. En ocasión del servicio prestado al duque de Milán Guillermo Gonzaga, viajó a Roma y a Francia, y en 1569 fue nombrado gobernador de Ostiglia, pueblo donde murió ese mismo año. Está sepultado en la iglesia de San Paolo de Ferrara.

## Obras
Inspirado por el poeta bizantino Museo el Gramático, compuso la Fábula de Leandro y Hero; y por Ovidio, la Fábula de Píramo y Tisbe. Otras de sus obras son las Rimas y comprenden canciones, odas, sonetos y églogas. En 1555 publicó, en Venecia, una de sus obras más conocidas, Amori.
Su obra mayor, Amadís, hecha en 100 cantos, inspirada en las aventuras del romance español Amadís de Gaula, fue compuesta en versos endecasílabos sueltos y luego en octavas según el gusto se impuso con el Boiardo y el Ariosto, y el incompleto Floridante, que retomaba un episodio del Amadís y fue terminado y publicado póstumo por Torquato en el 1587
Quedan de él también un Razonamiento de la Poesía del 1562 en el cual exprime las propias convicciones poéticas ya indicadas en un discurso hecho en 1560 en la Academia Veneziana de la Fama y el Epistolario, posteriormente considerado un modelo de prosa literaria
Introdujo la estrofa que al ser incorporada por el poeta español Garcilaso de la Vega al castellano se llamó lira.